# Zhou Xiaochuan
Zhou Xiaochuan, né le 29 janvier 1948, est le gouverneur de la banque centrale chinoise de 2002 à 2018.
Il fut successivement directeur général de la Bank of China de 1991 à 1995, puis chef de l'administration des changes de 1995 à 1998, président de la banque de la reconstruction de 1998 à 2000, et enfin président de la Commission de régulation boursière de 2000 à 2002. Malgré l'encadrement de la banque centrale par le gouvernement chinois, Zhou Xiaochuan a été désigné par le magazine Forbes comme la onzième personnalité la plus puissante de la planète.
Son père Zhou Jiannan a été victime de purge pendant la révolution culturelle, réhabilité, puis nommé ministre de l'Équipement industriel dans les années 1980.